# Mike Schultz
Pour les articles homonymes, voir Schultz.
Mike Schultz, né le 27 août 1981, est un snowboardeur handisport américain.

## Biographie
Il est désigné porte-drapeau pour la cérémonie d'ouverture des Jeux paralympiques d'hiver de 2018.

## Palmarès

### Jeux paralympiques d'hiver
- Jeux paralympiques d'hiver de 2018
  -  Médaille d'or en Snowboard Cross